# Kümbet-Plateau
Das Kümbet-Plateau (türkisch: Kümbet Yaylası) ist als Teil der Giresun Dağları eine in großen Teilen flächenhafte Hochgebirgslandschaft in der Nordost-Türkei innerhalb der nordostpontischen Randgebirge (Teil des Pontischen Gebirges) im Hinterland von Giresun.

## Hauptmerkmale und geographische Lage
Das Kümbet-Plateau erstreckt sich auf einem kuppelförmigen Gebirgskamm, worauf auch der Name des Ortes Kümbet und der Plateaulandschaft basiert: Das Wort Kümbet bedeutet Kuppel, bezeichnet ein Bauwerk mit kuppelförmigem Dach, einen gedrungenen Grat in Form einer Kuppel. Im geographischen Sinne wird der Begriff „Kümbet“ als kuppenförmiger Hügel oder Grat verwendet, der aus einer Ansammlung dunkler Laven aufgebaut ist. Er unterstreicht also im Vergleich zu seiner Umgebung die besondere Bedeutung der geographischen, historischen oder allgemeinen Merkmale der Region, wie sie nomadische, halbnomadische und sesshafte türkische Gemeinschaften als aussagekräftige Namen seit frühester Zeit bei der Bezeichnung von Bergen, Hochebenen, Seen, Flüssen, Passagen, kleinen Landstücken, Dörfern und Städten benutzten. Das Kümbet-Plateau ist dafür fraglos ein klassisches Beispiel. Im Gegensatz zu den umgebenden Yayla-Oba-Siedlungen (siehe weiter unten), die eher einen typischen Streusiedlungscharakter aufweisen, wurde der Ort Kümbet als Haufensiedlung auf einem Hügel errichtet, wobei das dort aus Fichten bestehende Waldgebiet gerodet wurde, und bildete als Einkaufsmarkt den Mittelpunkt aller anderen Oba-Yayla-Siedlungen, aus dem sich nach und nach ein touristisches Zentrum kristallisierte, während an den anderen Plätzen des Plateaus dagegen die traditionelle Wanderweidewirtschaft auf der Grundlage der Viehhaltung (Transhumanz) im Vordergrund blieb.
Das mit wechselnder Breite (etwa 10–15 km) parallel zur Schwarzmeerküste ausgerichtete Kümbet-Plateau zwischen Şebinkarahisar am Büyük Irmak am Nordrand der Kelkit-Senke im Süden und Giresun an der Küste im Norden erstreckt sich innerhalb der türkischen Provinz Giresun über etwa 30 km Länge in den Hochlagen der Giresun Dağları etwa 60 km südlich von Giresun. Seine beiden dörflichen Zentren am Nordrand der Plateauregion 26 km südlich der Kreisstadt Dereli sind die Siedlungen Kümbet und Uzundere. Seine zentralen Teile liegen in Höhen zwischen 1750 und 1950 m weitgehend im Kreis Dereli, Kümbet selbst auf 1400–1600 m Höhe. Weitläufig umrahmt wird das etwa 2000 m hohe Plateau von einzelnen deutlich höher aufragenden Gipfeln: Ermez Tepesi (2701 m), Akılbaba Tepesi (2826 m), Çakıl Dağı (2476 m), Tutak Dağı (2637 m), Karagöl Dağı (3092 m), Kara Dağ (3392 m/3331 m). Erreichbar ist die Region über die Staatsstraße D865 von Norden (Giresun) und von Süden (Şebinkarahisar) über den 2200 m hohen Eğribel-Pass (Eğribel Gecidi) bzw. auf einer Nebenstrecke über den 2260 m hohen Şehitler-Pass (Şehitler Gecidi).

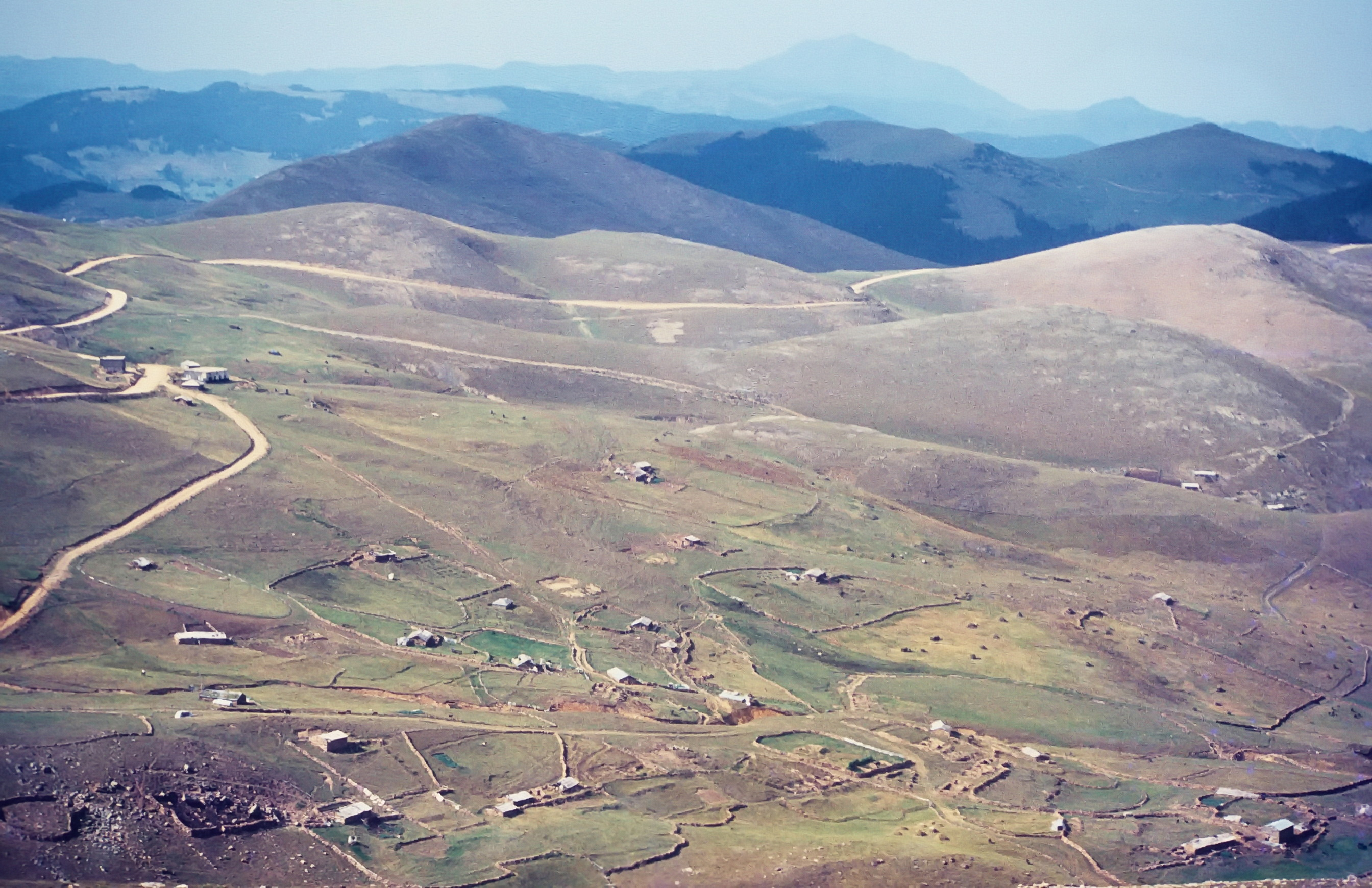
Blick vom 2260 m hohen Şehitler-Pass auf die typischen Streusiedlungen auf der Plateaulandschaft der Kümbet Yaylası bei Kümbet.

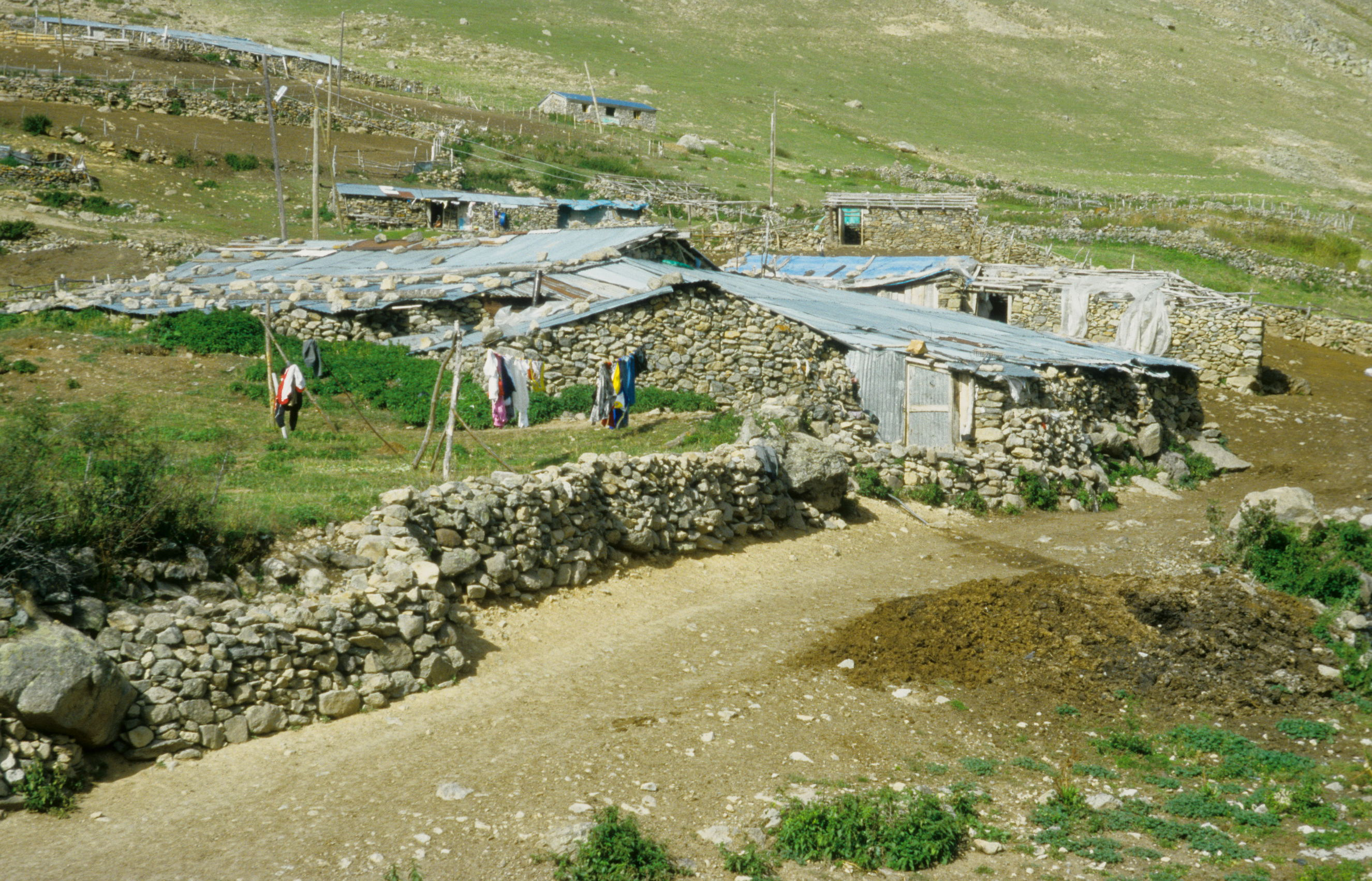
Die meisten der Sommer-Unterkünfte der saisonalen Oba-Siedlungen auf dem Kümbet-Plateau sind einfachste Bauten aus lokalen Materialien, zeigen aber mit ihren Wellblechdächern moderne Ansätze gegen die hohen Niederschläge in Form von Regen im Sommer- und Schnee im Winterhalbjahr.

Das gesamte Plateau um Kümbet und den 3 km entfernten Nachbarort Uzundere wird in temporären Yayla-Orten (Yayla: feste Sommersiedlung) und Oba-Gruppen (Oba: temporäre Siedlung aus primitiven Häusern auf Hochlandweiden, wo Transhumanz betreibende Bevölkerung im Sommer mit ihren Tieren wohnt) als Sommeraufenthalt genutzt. Dazu zählen unter anderem Erenler Yaylası, Can Obası, Çeğerli Yaylası, Tekke Yaylası, Çomakkonağı Obası, Yağmurca Yaylası, Çeğerçukur Obası, Köyyeri Obası, Hamurlu Obası und Elemeği Obası. Der Ort Kümbet selbst bildet während der Transhumanz-Saison das Marktfunktionszentrum dieser temporären Siedlungen. In verschiedenen Regionen der Türkei hat der Begriff „Oba“ unterschiedliche Bedeutungen, die aus der zentralasiatisch-türkischen Kultur nach Anatolien übernommen wurden: Nomade, Nomadenfamilie, Nomadenstamm bestehend aus fünf oder zehn Zelten, in denen ein Stamm sitzt, Zeltgemeinschaft, Laube, großes Zelt, geteiltes Zelt.

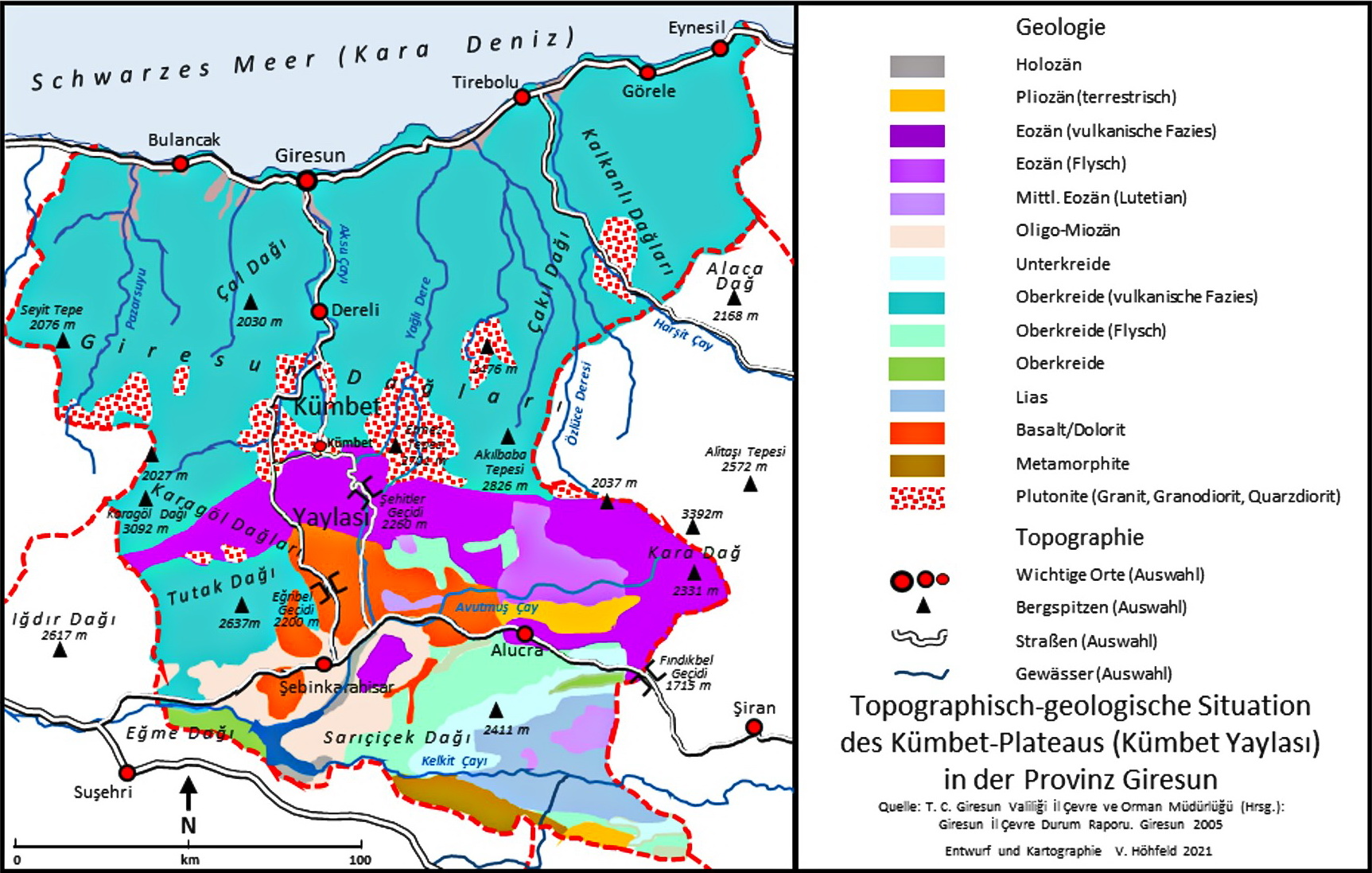
Die Kartenskizze zeigt grob die topographisch-geologische Situation des Kümbet-Plateaus in den Östlichen Pontusgebirgen der Türkei.

## Geologisch-geographischer Rahmen

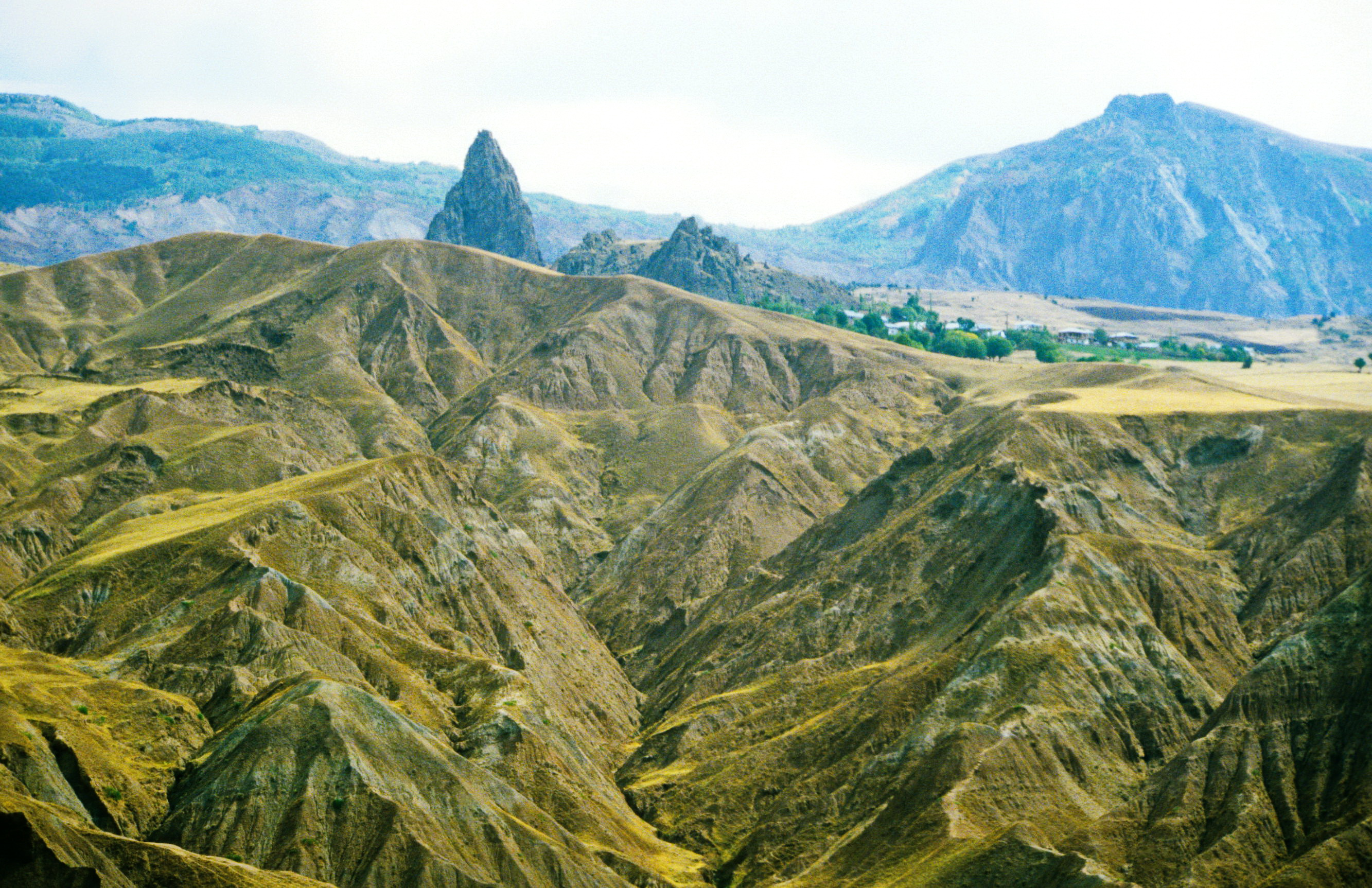
Blick auf einen Teil des vulkanischen Berglandes der Balaban Dağları bei Şebinkarahisar auf dem Weg zum Kümbet-Plateau.

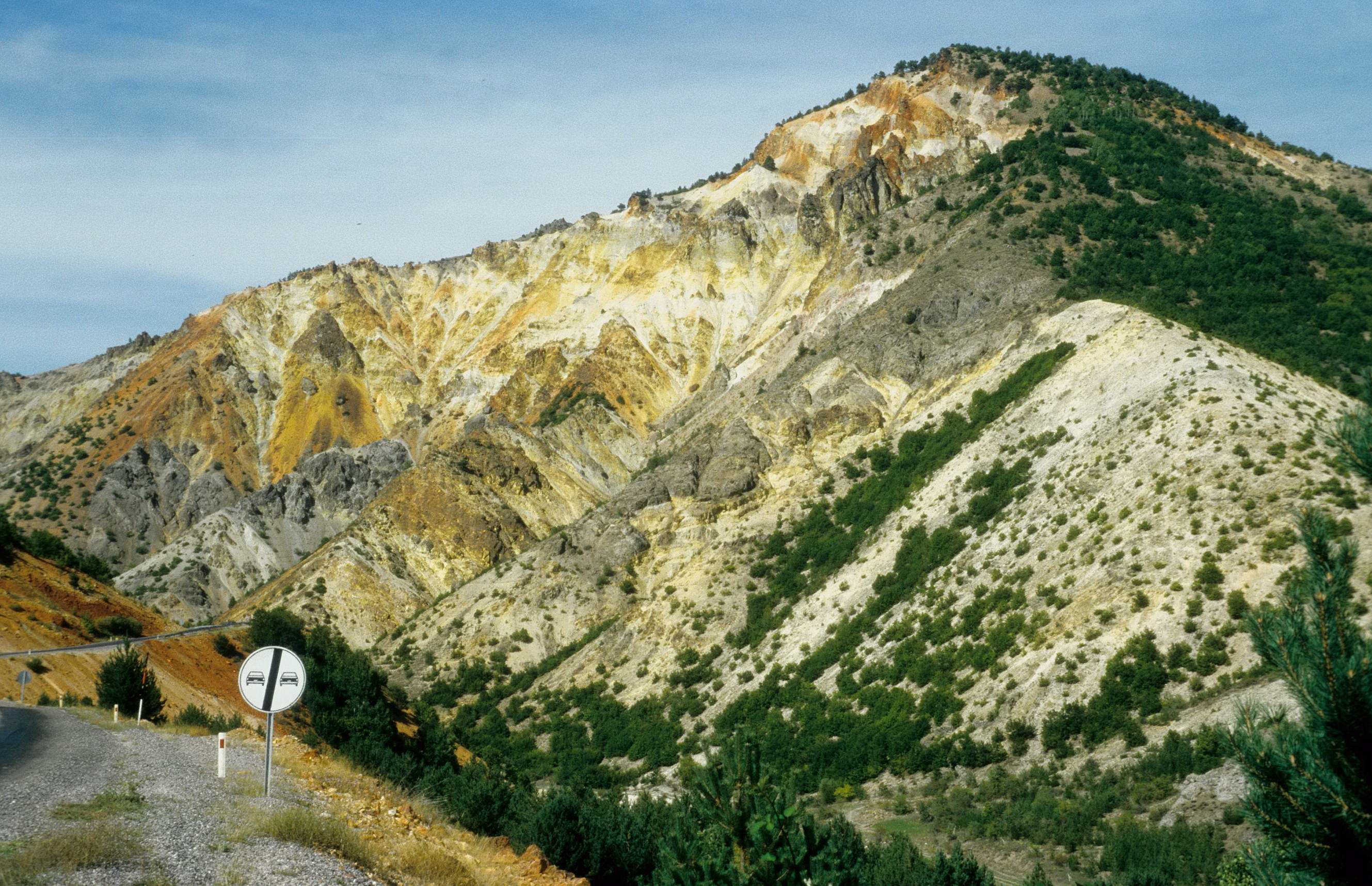
Große Teile des Kümbet-Plateaus sind aus Vulkaniten mit einer abwechslungsreichen und bunten Musterung aufgebaut.

Die parallel zur Küste des Schwarzen Meeres verlaufende Küstengebirgszone der Giresun Dağları zeigt aufgrund ihres relativ einfachen tektonischen Baus und der Gesteinszusammensetzung einen massiv ausgeprägten, einheitlichen Hochgebirgscharakter. Die höchsten Erhebungen werden aus Intrusivgesteinen tertiären Alters aufgebaut, hauptsächlich aus Granit, Granodiorit und Syenit, wobei die Gebirgsflanken und auch die Hauptkammregionen aus einer Mischung aus vulkanischen und sedimentären Gesteinen bestehen. Während sich die Sedimentgesteine hauptsächlich aus Mergel-, Sand- und Kalksteinen kretazischen bis eozänen Alters zusammensetzen, bilden Andesite, Basalte, Tuffe, Fanglomerate und Brekzien die Hauptmasse der Vulkanite, deren Mächtigkeit 3000 m erreichen kann. Diese vulkanischen, teils sedimentären Gesteine wurden bei vorwiegend submarinem Vulkanismus während einer Transgressionsperiode des Tethysmeeres gebildet, die von der Kreide bis zur Mitte des Tertiärs andauerte. Ihr folgte eine von Bruchtektonik begleitete Gebirgsbildung, bei der das Gebirge in ein Graben- und Horstsystem zerlegt wurde, dessen Schollen bis zur Mitte des Quartärs von der Küste des Schwarzen Meeres her südwärts staffelartig in ihre heutige Höhe gehoben wurden. Zusätzlich wurde dabei das Nordanatolische Randgebirge entlang der nordanatolischen Störungszone seit der Mitte des Tertiärs horizontal versetzt. Dabei kam es im Eozän und Oligozän in der Region, die diesen starken tektonischen Bewegungen ausgesetzt war, zu massiven Intrusionen. Erosionsflächen und junge Vulkanite in den Hochlagen der Berge signalisieren, dass im Neogen weitere Eruptionen und signifikante Erosion auftraten, wodurch die Landschaft im Hinterland von Giresun ihren rezenten morphologischen Charakter erhielt. Dieser ostpontische Teil des Nordostanatolischen Gebirgsbogens ist durch seine zahlreichen 3000 m überschreitenden Gipfel geprägt und beginnt im Westen mit dem Kara Göl Dağı (3092 m) westlich des ins Schwarze Meer mündenden Kızıldere (Melet) und setzt sich über die Plateaus der Kümbet Yaylası nach Osten allmählich ansteigend bis zu den Dilek Dağları (Kaçkar Dağı, 3932 m) fort. Relikte einer weitgehenden Vergletscherung während der Glazialzeiten der Nordostanatolischen Gebirgsmassive sind zudem eines ihrer wesentlichsten Merkmale, dessen westlichstes Gebirgsmassiv das Kara Göl Gebirge (Kara Göl Dağları) südlich von Giresun ist.
Viele Gewässer haben mit und nach dem tektonischen Aufstieg aufgrund der hohen Reliefenergie auf kurze Entfernungen zu den Vorflutern Kelkit Çayı und Schwarzem Meer die Nord- und Südflanken der Giresun Dağları und damit auch des Kümbet-Plateaus vor allem durch markante Tiefenerosion geprägt. Die dortigen Gipfel der Giresun Dağları liegen zum Kelkit-Tal näher als zur Schwarzmeerküste. Richtung Süden nach Şebinkarahisar fallen die Hänge deshalb steiler ab, und auf der von Tälern zerschnittenen Schwarzmeerseite ist die Steigung geringer. In Abständen von etwa 5–7 km gibt es auf der Nordseite der Giresun Dağları reichlich wasserführende Bäche, die aus den hohen Teilen des Gebirges stammen. Sie erreichen nach 60–70 km das Schwarze Meer. Der 60 km lange Aksu Çayı und seine Nebenflüsse, Kümbet Çayı, Akkaya Deresi, Kürtün Deresi, Tamdere Deresi, Sarıyakup Deresi, Yıldız Deresi, Kızıltaş Deresi, Çalca Deresi, Çubuk Deresi (Maden) und Hisar Deresi, bilden dabei die wichtigsten Gewässer. Die Fließgeschwindigkeit des Aksu Çayı beträgt 117 m³/s, und die Wasserqualität ist im Allgemeinen gut (wenig mit Salz belastet, geringer Natriumgehalt) und für Bewässerung geeignet. Das Kümbet-Plateau und seine Umgebung wurden vor allem durch den Aksu Çayı und seine Tributäre geprägt, die durch den Zusammenschluss vieler Quellen und Nebenbäche entstanden. Sie verursachten durch die tiefen Einschnitte randlich eine raue topografische Struktur, die die eigentliche Plateaulandschaft umso deutlicher erscheinen lässt. Viele dieser Gewässer gehen von der Kammlinie aus. Der Aksu Çayı entspringt auf den Hochebenen des Karagöl Dağı und der Kazankaya Yaylası und mündet in den Tamdere in der Ortschaft İkisu. Er bildet die NW-Grenze des Kümbet-Hochlandes und nimmt, ausgehend von Kuzalan, den İndaş Çayı auf, der mit seinen Zuflüssen aus dem Osten des Hochlandes kommt. Somit ist die Kernregion der Kümbet Yaylası tief durch ein dichtes Flussnetz gespalten und liefert einen der Hauptgründe dafür, dass viele Oba-Hochlandsiedlungen in und um das Kümbet-Plateau aus gestreuten Siedlungsclustern in Form von Oba-Gemeinden mit 10–15, 50–100 und mehr Häusern mit einer weiten Streuung bestehen (regionaltypische Streusiedlung). Dieser hoch aufragende Gebirgsgürtel trennt zugleich geologisch und geomorphologisch das ostanatolische Landesinnere von der östlichen Schwarzmeerregion und bildet eine auffällige Klimascheide.

## Klimatische Aspekte
Da es in und um die Kümbet-Hochebene kaum eine geeignete meteorologische Station gibt, wurden bei der klimatischen Bestimmung von Temperatur- und Niederschlagsmengen die monatlichen und jährlichen Temperaturwerte anhand der Daten der meteorologischen Station Giresun nach der Methode der kleinsten Quadrate bestimmt (mathematisches Standardverfahren zur Ausgleichungsrechnung), während die jährlichen und monatlichen Niederschläge auf den Formeln von H. Schreiber basieren. Zudem wurden die Daten der am nächsten gelegenen Meteorologiestation Yavuzkemal (1711 m) verwendet. Demnach beträgt die Jahresdurchschnittstemperatur von Giresun 14,2 °C und den Berechnungen zufolge auf dem Kümbet-Plateau 6,2 °C. Während die monatlichen Durchschnittstemperaturen in Giresun 7,0 °C nicht unterschreiten, weist die Januar-Durchschnittstemperatur im Kümbet-Plateau mit −7,5 °C den niedrigsten Wert auf. Ein weiteres wichtiges Thema in Bezug auf die Temperaturwerte sind die Durchschnittswerte der Sommermonate: Wenn zwischen den Küstengebieten und dem Kümbet-Plateaus Transhumanz-Aktivitäten stattfinden und die Küstenbewohner aufgrund des heißen und schwülen Wetters im Küstenteil auf die Hochebenen ausweichen, wurden 21,7 °C in Giresun und 15,0 °C auf der Kümbet-Hochebene berechnet. Die Monate mit der höchsten Durchschnittstemperatur sind Juni (13,2 °C), Juli (14,6 °C) und August (16,4 °C), die Monate mit den niedrigsten Durchschnittstemperaturen sind Januar (−1,1 °C) und Dezember (−0,4 °C).

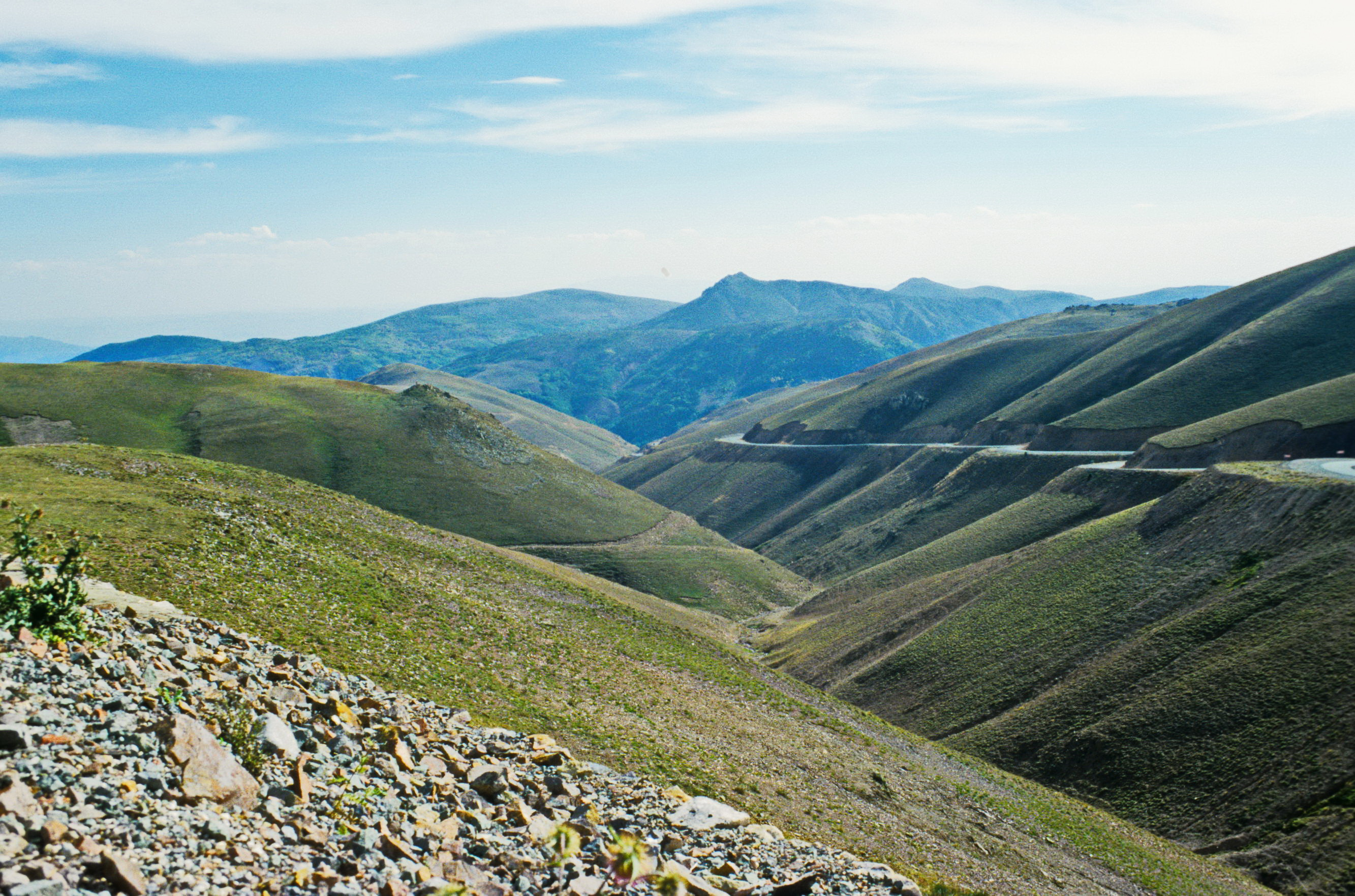
Blick über die weitgehend baumlose Hochflächenlandschaft des Kümbet-Plateaus am 2200 m hohen Eğribel-Pass, ein ideales Sommer-Weidegiet für die Kleintierherden der Viehhalter aus den tiefer gelegenen pontischen Dörfern.

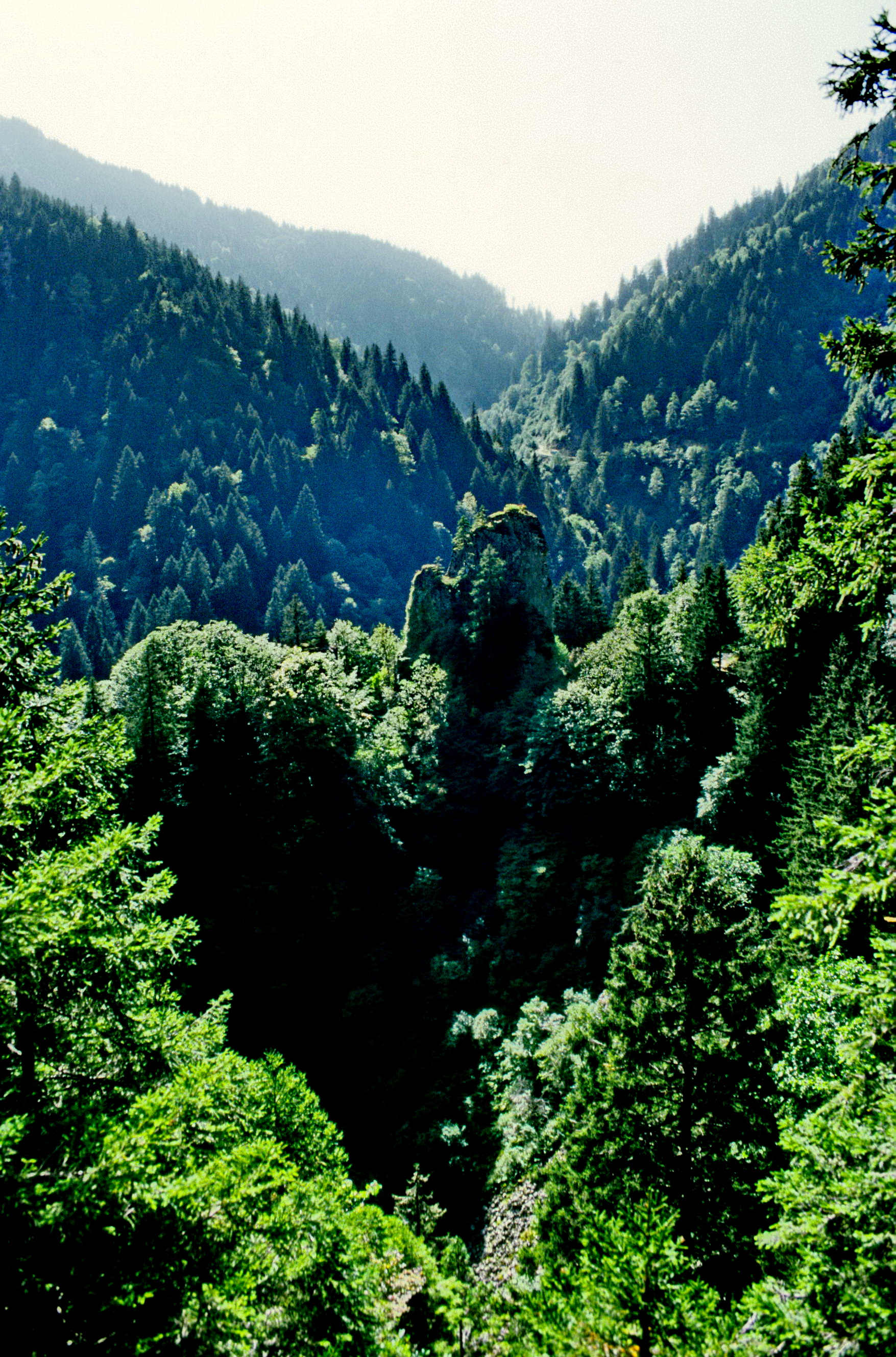
Blick in das dicht mit Fichten und Nordmannstannen bewaldete obere Aksutal bei Pınarlar am Nordrand des Kümbet-Plateaus beim Kuzalan-Naturpark.

Die gebirgigen Schwarzmeerregionen um Giresun grenzen im Norden an ein relativ warmes Binnenmeer, und die Nordwinde, die die aus diesem Meer aufsteigenden feuchten Luftmassen in Richtung Land treiben, zwingen diese an den steilen Bergen zum Aufsteigen und zum Kondensieren und machen die westlichen der östlichen Pontiden zu einer Starkregenecke. Tatsächlich beträgt die Jahresniederschlagsmenge in Giresun 1324,5 mm, und nach den Berechnungen entsprechend der Schreiber-Formel liegt die Jahresniederschlagsmenge auf der Kümbet-Hochebene bei 2180,7 mm. Der Winterniederschlag fällt dort im Gegensatz zu Giresun hauptsächlich als Schnee. Die Schneefälle, die ab November bereits einsetzen, dauern bis Anfang April, so dass die Dauer der Schneedecke 5–6 Monate betragen kann. Nach den Werten der Klimastation in Yavuzkemal fällt der höchste Niederschlag im Mai mit 148 mm und der niedrigste im Januar mit 15,5 mm. Die entsprechenden Werte verdeutlichen, dass das Gebiet zu allen Jahreszeiten ein relativ regnerisches und mildes Klima hat, was die Vielfalt des Ökosystems in Bezug auf Pflanzen, Böden, lebende Arten, hydrographische Ressourcen und geomorphologische Formen erhöht. Und von Sommertrockenheit, die ansonsten einen großen Teil der Türkei betrifft, kann dort nicht gesprochen werden, da zu jeder Jahreszeit ausreichend Niederschlag fällt. Zweifellos spielen die Ausdehnung und die Höhe der Berge dabei eine wichtige Rolle. So erhalten die Nordhänge in dieser Schwarzmeerregion mehr Niederschlag als die Südhänge, und die Nordhänge, insbesondere die oberen Teile der Hochebenen, sind in der Sommersaison im Allgemeinen mit Nebel bedeckt, der durch die Kondensation der von der Meeresoberfläche ausgehenden Verdunstung in höhere Lagen entsteht. Diese Nebel tragen dort zusammen mit Niederschlägen wesentlich zur Begrünung der Graslandschaften in und um Kümbet bei und schaffen damit ein günstiges Umfeld für die Entwicklung einer auf Viehhaltung basierenden Transhumanz.

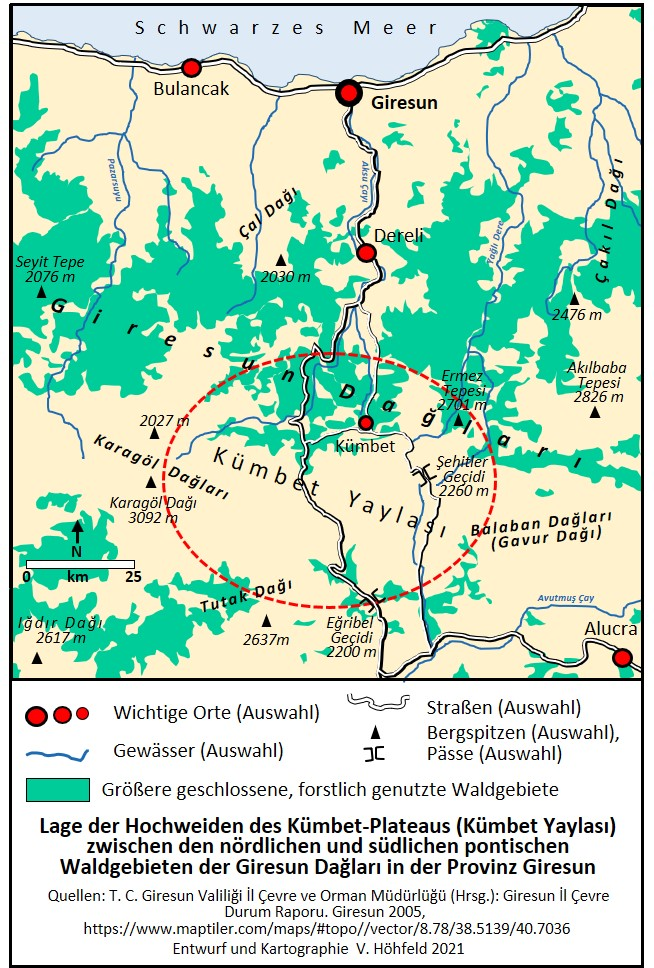
Die Kartenskizze zeigt die Lage des Kümbet-Plateaus innerhalb größerer geschlossener und forstlich genutzter Waldgebiete in den ostpontischen Giresun Dağları in der Türkei.

## Vegetationsmerkmale
Solche ozeanische geprägten Klimamerkmale, die zu allen Jahreszeiten regnerisch sowie im Sommer kühl und im Winter nicht sehr kalt sind, haben die natürliche Grundlage für eine üppige kolchische Vegetations-Formation geschaffen, die den nördlichen Ausläufern des Küstengürtels und allgemein den Randbergen feuchte Wälder mit charakteristischen Rhododendren bieten. Hier haben sich verschiedene Vegetationsgürtel herausgebildet, die in Saumwälder, Mischwälder, Nadelwälder und Alpenschichten unterschieden werden. Saumwälder erheben sich bis etwa 700 m Höhe in Richtung Landesinneres. Dieser üppige, artenreiche und meist feuchte Waldgürtel ist jedoch in weiten Teilen verschwunden, da er zu den Gebieten mit hoher Bevölkerungsdichte gehört, und hat seinen Platz den Feldern und vor allem Haselnussplantagen überlassen, die man bis auf eine Höhe von 700 m findet. In Gebieten, die aufgrund hoher Hangneigungswerte für die Landwirtschaft nicht geeignet sind, gibt es dort Wälder aus Laubholzarten (Hainbuchen, Erlen, Pappeln, Kastanien, Linden, Erlen usw.). Buchenwälder reichen zudem von der Küste z. B. entlang des Aksu-Tales aufwärts bis zu 1700 m Höhe. Zwischen 500 und 1200 m Höhe bilden sie Gemeinschaften mit Kastanien, Linden, Hainbuchen und Erlen, wobei manche dieser Wäldern bis 1500 m Höhe von Erlen dominiert werden. Im Allgemeinen wachsen zwischen 1200 und 1500 m Höhe allerdings Nadelbäume, insbesondere Fichten, und Mischwälder. Im Bereich der Kümbet-Hochebene breiten sich Wälder der Kaukasus-Fichte (Picea orientalis, auch Orient-Fichte, Morgenländische Fichte und Sapindus-Fichte genannt) aus, die ab 1500 m und bis etwa 2000 m Höhe reine Gemeinschaften bilden, bisweilen auch einige Tannen (Nordmanntanne/Abies nordmanniana, Bornmüllertanne/Abies bornmuelleriana) enthalten. Auf der trockeneren Südseite des Gebirges folgen nach Eichenwäldern in der Region Şebinkarahisar aufwärts Waldkiefern- (Pinus sylvestris), Tannen- und Wacholderwälder. Zwergwacholder und Fichten sind in Teilen der Berge über 2000 Meter zu finden.

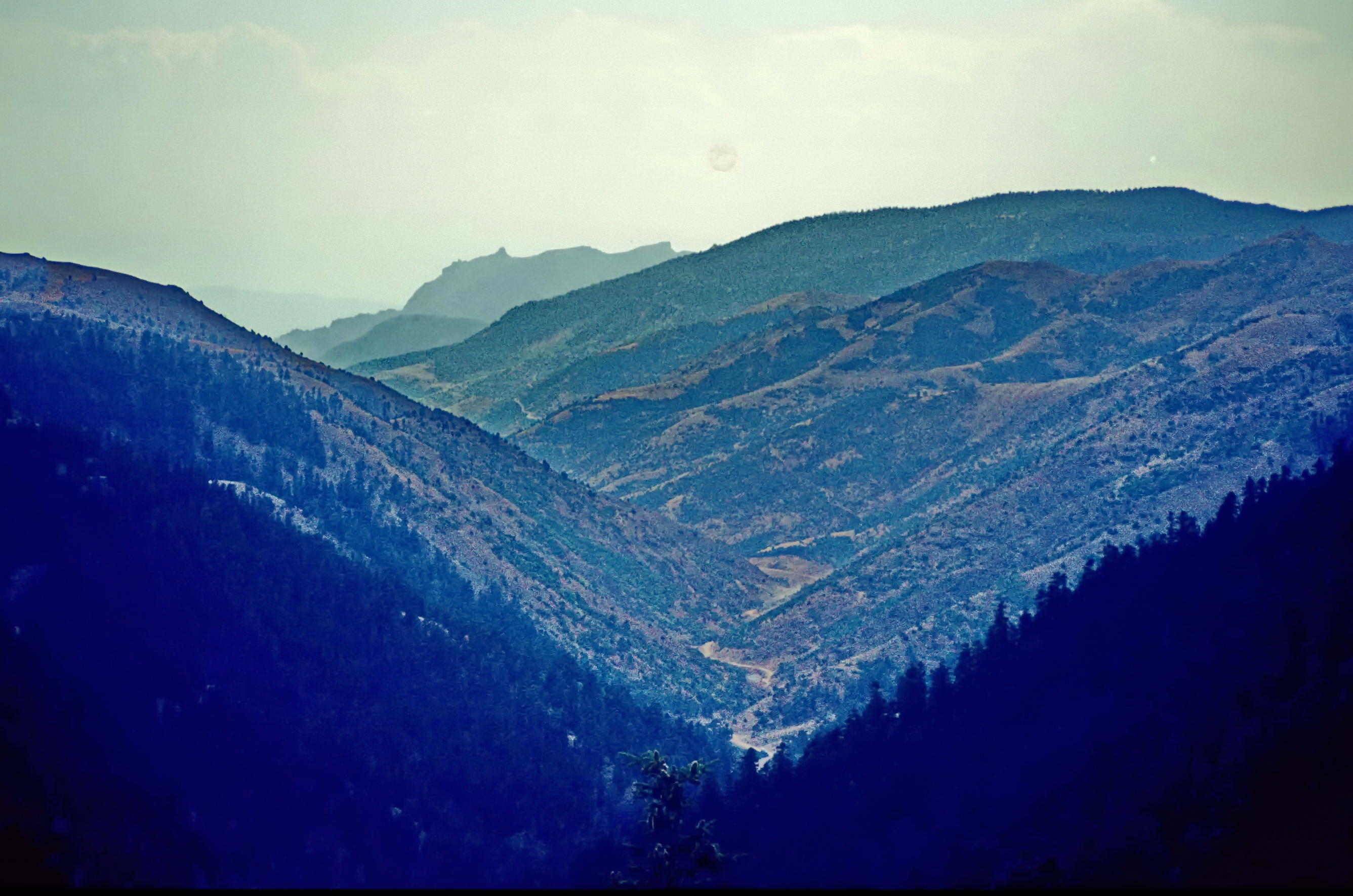
Blick auf die von Waldresten durchsetzte Talschaft des Eğribel Deresi. Im Hintergrund der Burgberg von Şebinkarahisar.

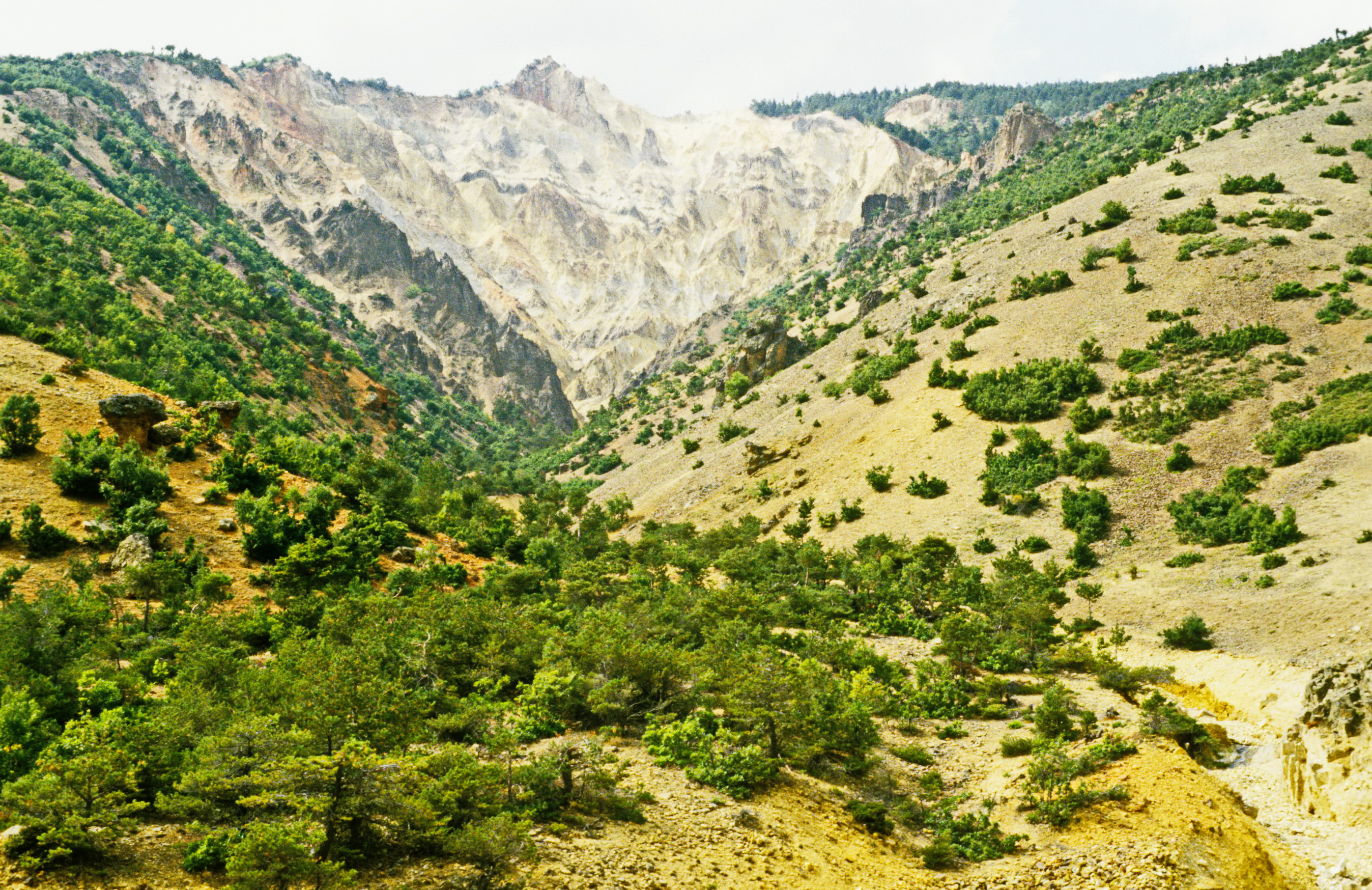
Das Bild zeigt die von Kiefern und Wacholdern durchsetzten Eichenwaldreste unweit des Eğribel-Passes bei Şaplıca (Giresun).

Als Waldflora sind lila und gelb blühende Rhododendren weit verbreitet und auch in Gebieten zu finden, in denen der Wald zerstört wurde. Als Unterwuchs findet man Efeu-Ehrenpreis (yavşan otu, Veronica hederifolia), Thymian (kekik, Thymus polytrichus), Wolfsmilch (sütleğen, Tithymalus bura), Wicke (fiğ, Vicia blansae), Rote-Augen-Distel (Edeldistel, kızılgöz dikeni, Eryngium), Hohe Stechwinde (gıcır dikeni, Smilax exlelea). Die alpine Schicht besteht aus Pflanzen wie Alpenschwingel (yumak otu, Festuca alpina), Klee (üçgül, Trifolium polyphylum), Johanniskraut (Bergrose, dağ gülü, Hypericum pruniatum), Große Brennnessel (ısırgan, Urtica dicica), Kriechender Hahnenfuß (düğün çiçeği, Ranunculus repens), wilde Brombeere (böğürtlen, Rubus) und Wiesengras (çayır otları, Graminea).

## Ethnologisch-historische Hintergründe
Die Entstehung und Entwicklung von Yaylawesen und Transhumanz im Kümbet-Hochland - wie auch in anderen Yaylagebieten der nordanatolischen Gebirge - basiert nicht nur auf der Reaktion auf natürliche Zwänge, auf Faktoren also wie Klima oder Verfügbarkeit von zusätzlichen Futterflächen als Ergänzung zu den eher schmalen Küstenebenen mit entsprechend magerem Angebot, sondern auch auf historisch bedingten ethnischen Einflüssen. Diesbezüglich dokumentieren die historischen Quellen zur Region, dass die Türkifizierung der Bevölkerung der dortigen Schwarzmeerküste im 14. und 17. Jahrhundert durch die Lebensweise eingewanderter türkischer Oghuzenstämme dabei eine wichtige Rolle spielte. Denn diese Stämme, speziell die Çepni, aber auch andere nomadische Gruppen, waren bekannt für ihren nomadischen Lebensstil und ihre saisonalen Sommer-Winter-Bewegungen (Yaylak-Kışlak-göçerliği, eigentlich: Frühling-Winter-Wanderung). Tatsächlich wurden bereits zu Beginn des 16. Jahrhunderts in Quellen (1515) von 26 Almen (Yayla) in der Verwaltungs-Region des „Çepni Vilayets“ in der Region Giresun nomadische Sommersiedlungsplätze, wie Uluköy, Harid, Gönderi, Köyyeri, Dumluköy, Söğüdönü und Akdaş, mit ihrer Transhumanz-Tradition aufgeführt. Auf diesen Yaylas auf den flachen Bergkämmen wird die traditionelle Lebens- und Wirtschaftsweise mit saisonalem Ortswechsel zum Zweck von Tierfütterung und landwirtschaftlicher Produktion auf dem Hintergrund der Viehhaltung bis in die Gegenwart genutzt.
Bedauerlicherweise gibt es keine gesicherten Informationen darüber, wann und wie Kümbet Yaylası entstanden ist. Allerdings zeigt die Tatsache, dass im Katasterregister des Osmanischen Reiches von 1530 Aufzeichnungen über die vom Dorf Kümbet erhobenen Steuern erscheinen, seine Jahrhunderte alte Geschichte. Laut diesen Aufzeichnungen bestand das Dorf Kümbet damals aus 30–40 Haushalten, wenn man die jährliche Steuer von 600 Akçe (von den Osmanen erstmals während der Regierungszeit von Sultan Orhan I. 1326–1359 geprägte und über viele Jahrhunderte in Umlauf befindliche Silbermünze) vom Dorf Kümbet und die Steuer pro Haushalt (wahrscheinlich die Zehntsteuer 15–20 Akçe) berücksichtigt. Die Tatsache, dass diese Steuer als Schafszehnt (resm-i ganem) und als Gras- und Heuzehnt (resm-i ghiah) erhoben wurde, kann als Hinweis gewertet werden, dass in und um Kümbet intensiv Viehhaltung betrieben wurde. Informationen zur historischen Situation des Kümbet-Plateaus finden sich auch in den späteren Jahrbüchern von 1902, die die Sommerorte Bektaş Yaylası und Kümbet Yaylası von Giresun erwähnen.

## Ökonomische Situation und Tourismus
Das Kümbet-Plateau wurde 1991 mit Beschluss des türkischen Ministerrats gemäß dem Tourismusförderungsgesetz Nr. 2643 zum Tourismuszentrum erklärt. Damit erreichte man die allmähliche Verbesserung der Verkehrs-Infrastruktur und die Erhöhung des Einkommensniveaus der Einheimischen unter anderem auch mit der Umwandlung Kümbets in eine Feriensiedlung. Seit dem Beginn des 21. Jahrhunderts gehen insbesondere wohlhabende Familien aus der Stadt Giresun auf die Hochebene, um den Sommer oder das Wochenende dort zu verbringen, ein Picknick zu machen und sich zu erholen. Eine weitere kommerzielle Belebung brachte auch die Einrichtung des mittlerweile überregional bekannten Kümbet-Plateau-Festivals (Kümbet Yayla Şenlikleri), das erstmals 1988 im Erholungsgebiet „Salon Çayırı“ und seit 1990 in der Ortschaft Aymaç stattfand, an dem Tausende von Menschen teilnehmen und viele Hausierer aus Giresun, Dereli und Espiye mit Käse, Leder, Taschen, Körben, Quasten, Holzlöffeln und Handstrickwaren ihre Geschäfte machen. Das Gebiet der Kümbet Yaylası diente am Ende des 20. Jahrhunderts zwar immer noch in starkem Maße der Transhumanz und Tierhaltung für die Dorfbevölkerung der nördlichen Giresun-Provinz, die Yayla (Alm) wurde jedoch mehr und mehr zum Touristenziel, vor allem in den Sommermonaten. Diese Entwicklung spielte eine wichtige Rolle bei der Aufnahme des Plateaus in das Ensemble von 15 weiteren Yayla-Regionen im östlichen Schwarzmeergebiet, die alle etwa ähnliche touristische Entwicklungen zeigten. Das Zentrum von Kümbet Yaylası ist dabei immer noch eine weitgehend temporäre Siedlung geblieben, die sowohl die Funktion der Almwirtschaft in ökonomischer Hinsicht für die ländliche (Dorf-)Wirtschaft beibehalten hat, andererseits aber auch dem Erholungs-Tourismus dient. In Kümbet findet zwischen Mai und November freitags ein regelmäßiger Wochenmarkt statt, auf dem die Saison-Bevölkerung ihre tierischen Produkte vermarktet und auch Viehhandel betrieben wird. In Kümbet selbst fehlt weitgehend die Wandertierhaltung, und es hat sich zu einem saisonalen Handelszentrum entwickelt, das mit seiner Marktfunktion die Produktions- und Konsumverhältnisse der Dorfsiedlungen sowie der umliegenden Oba-Yayla-Siedlungen regelt, denn vor allem letztere dienen in erster Linie der Transhumanz zur Unterstützung der Viehwirtschaft.

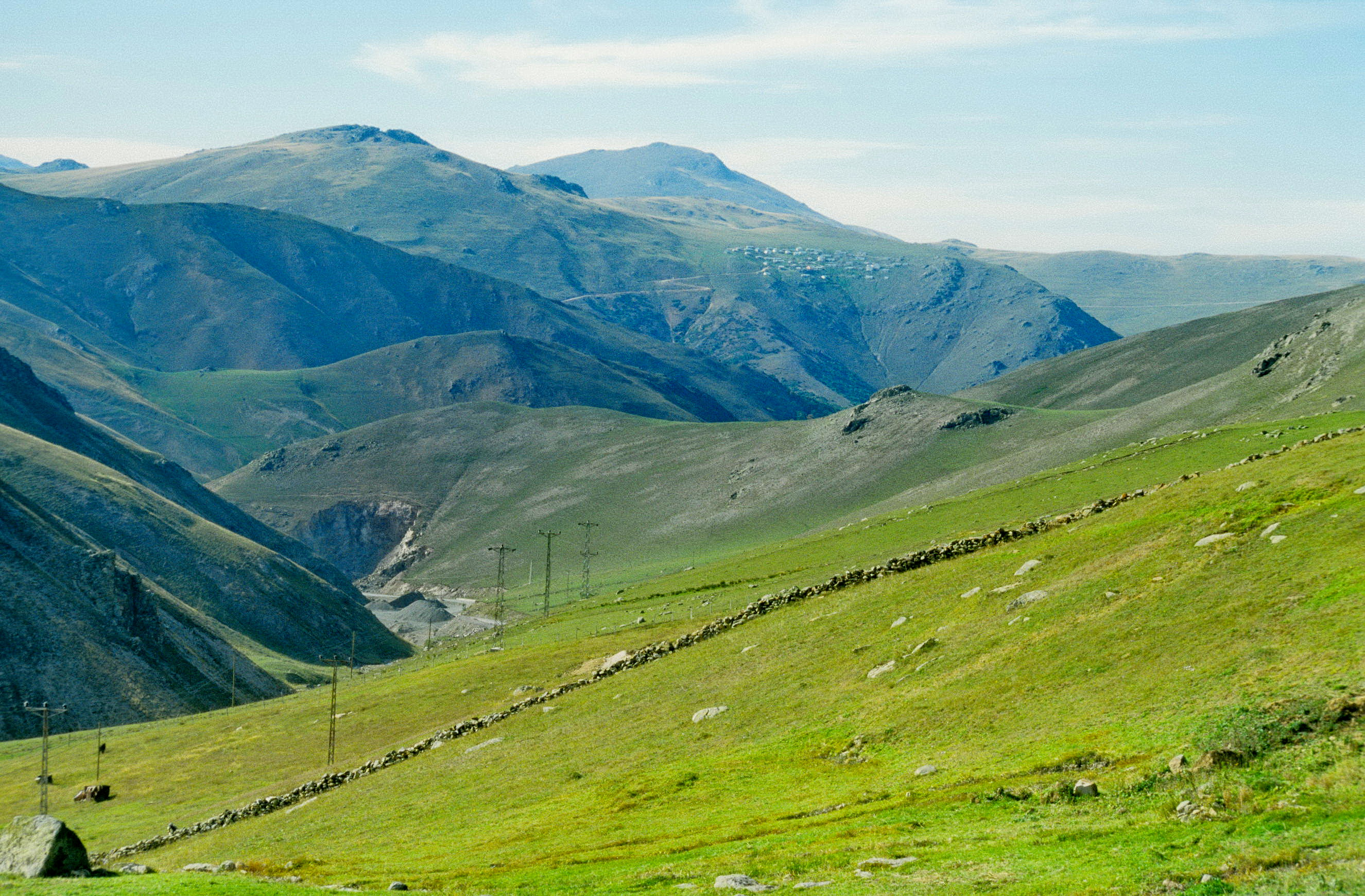
Die Hochflächen der Kümbet Yaylası zeigen um die Höhen des Eğribel Gecidi weitgehend baumlose Graslandschaften.

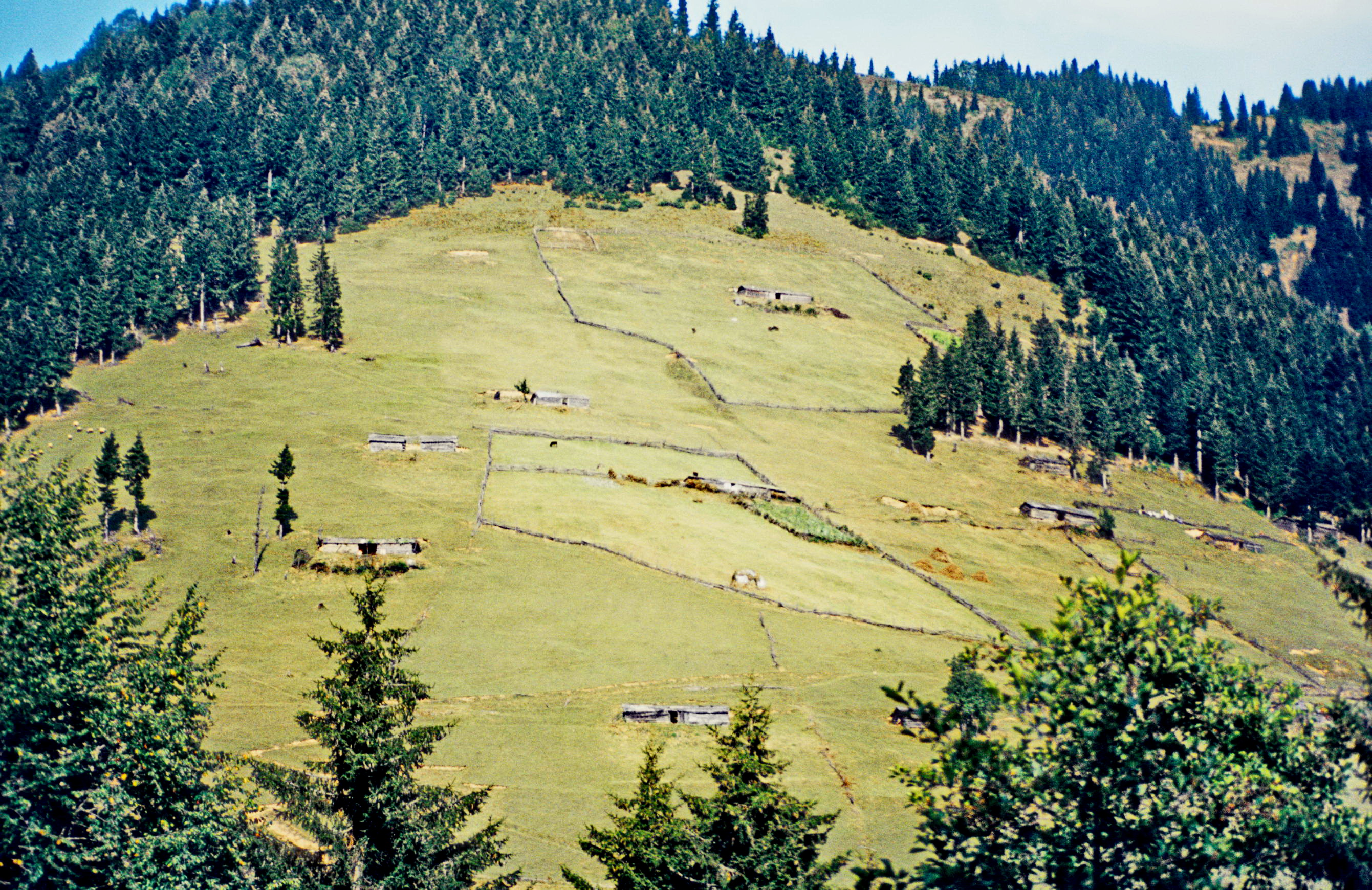
Typische saisonal bewohnte Oba-Yayla-Siedlung mit ihren Wiesenflächen auf einer Rodungsinsel in der Nadelwaldstufe bei Kümbet.

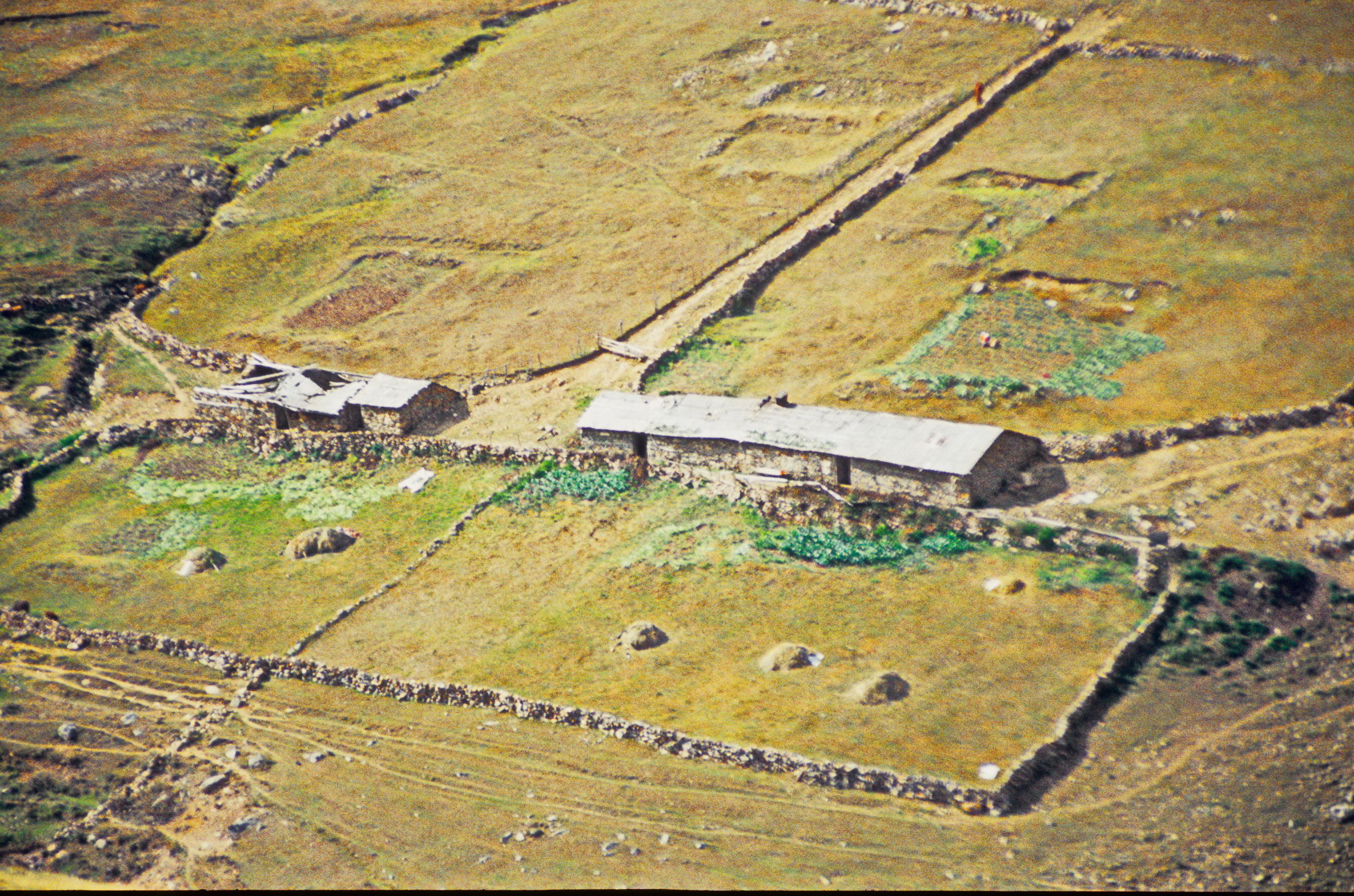
Typisches Yaylagehöft auf dem Kümbet-Plateau mit Stallungen, eingepferchten Wiesenstücken mit Winterfutterhaufen (Heu) und kleinen Gartenpartien und Laufspuren der Weidetiere (Vordergrund).

Auf der Kümbet Yaylası und in den umliegenden Oba-Hochland-Siedlungen ist die Tierhaltung eine wichtige Lebensgrundlage geblieben und steht ökonomisch immer noch im Vordergrund, da das Hochland aufgrund der geographischen Gegebenheiten ein reiches Wiesen- und Weidepotential besitzt. Deshalb wird eine intensive Kultivierung von Wiesen für die Winternahrung innerhalb von mit Stacheldraht- und Holz-Zäunen (Çablama) oder Steinmauern umzäunten Gebiete betrieben, deren Gras im August geschnitten und getrocknet und in die tiefer gelegenen Dörfer transportiert wird, um dort als Winterfutter zu dienen. Was noch vor 30–40 Jahren von Last- und Zugtieren transportiert wurde, wird inzwischen per Lkw erledigt. Das gilt auch für große Teile des Viehs. Außerdem werden Gemüse wie Grünkohl (kara lahana), Kartoffeln, Salat und Frühlingszwiebeln in kleinen Gärten angebaut. Die Viehhaltung konzentriert sich weitgehend auf Kleinvieh, speziell auf eine einheimische lockige Schafrasse, darunter in geringer Zahl auch Karaman- und Bergschafe. In den letzten Jahren sind Jersey-Schafe und Montafoner Steinschafe (vom Aussterben bedroht) sowie deren Hybriden immer häufiger anzutreffen. Über diese traditionell ausgeübte Tätigkeit produzieren die Einheimischen in erster Linie Milch, Käse, Fleisch und Häute/Felle, überschüssige Produkte werden meist auf dem Wochenmarkt in Kümbet verkauft, ein kleiner Teil auch auf dem Markt in der Stadt Dereli. Dazu zählt neben tierischen Produkten auch der Verkauf von lebenden Tieren.
In Oba-Hochland-Siedlungen, die etwa ab Anfang April besiedelt werden, geht das traditionelle Yayla-Leben in der Regel bis November. Im August allerdings, während der Erntezeit der Haselnüsse, nimmt die Hochlandpopulation vorübergehend deutlich ab, da ein Teil der Bevölkerung dann in den Haselnusskulturen in tieferen Lagen arbeitet, während hauptsächlich Ältere und Kinder auf der Hochebene bleiben (in der Türkei dauern die Schulferien im Sommer etwa 3 Monate, z. B. 2021: 19. Juni 2021 bis 6. September 2021). Während die Oba-Yayla-Siedlungen im Winter verlassen werden, bleiben in Kümbet, dem touristischen Zentrum des Plateaus, verschiedene Lebensmittelgeschäfte und Kaffee-/Teehäuser für die Dorfbewohner von Uzundere und Kümbet auch in dieser Zeit geöffnet. Kümbet ist mit seinen 78 kommerziellen Betrieben – darunter auch Gastronomiebetriebe (Lokanta), von denen die meisten während der Wintersaison geschlossen sind - in eingeschränktem Maße für unterschiedliche Bedürfnisse weiterhin Einkaufsort. Ohnehin werden die meisten Geschäfte und Lokale von nicht einheimischen Händlern betrieben, für die eine Schließung ihrer Arbeitsstätten in der Wintersaison obligatorisch ist.
Die Entwicklung des „modernen“ Hochlandtourismus begann in der zweiten Hälfte der 1980er Jahre und gewann ab Anfang der 1990er Jahre rasch an Bedeutung. Das Kümbet-Plateau in der östlichen Schwarzmeerregion ist eines der bekanntesten und touristischsten Yaylagebiete der östlichen Schwarzmeerregion. Die dort notwendigen Infrastrukturen und Infrastrukturleistungen wurden bis in die frühen 2020er Jahre weitgehend bereitgestellt. Touristische Hotelanlagen, Post-Agentur, Gesundheitszentrum, Lebensmittelgeschäfte, Metzgerei, Gemüsehändler, Steakhaus, Bäckerei, ländliche Tee/Kaffeehäuser und Autowerkstatt bieten entsprechenden Service. Deshalb ist das Kümbet-Plateau, das aus vielen Hochebenen wie Aymaç Tepesi, Şahİsmail Düzü, Melikli Obası, Şıh Obası, Yavuzkemal besteht, als Standort von Camping- und Picknickplätzen gefragt. Mit der Nutzungs-Veränderung der Kümbet Yaylası zu Erholungszwecken erhöhten sich auch die staatlichen und privaten Tourismusinvestitionen in der Region, was allerdings bald zu einer steigenden Nachfrage nach entsprechenden Flächen, zu einer Änderung der Landnutzung und zu großen Veränderungen der Landschaft und der Ökosysteme führte. Die erhöhte Nachfrage verstärkte dort auch den häufig praktizierten illegalen Bau, was Schwierigkeiten im Bereich der Landbewirtschaftung brachte, wobei nachhaltige Yaylagebiete Tag für Tag Teile ihrer natürlichen Ressourcen einbüßen. Touristische Nutzungsflächen der Plateaus haben stark zugenommen, die traditionellen hölzernen Yaylahäuser wurden „betoniert“. Im Hochland sind Yaylahäuser im alten Stil einstöckige, einfach geplante und nicht registrierte Häuser aus natürlichen Materialien (Holz, Stein), die die traditionelle ländliche Architektur der Region widerspiegeln. Die neu gebauten Häuser sind im Gegensatz dazu aus Beton und teilweise mehrgeschossig.
Nach Analysen zur Ermittlung der Landnutzungsänderung zwischen 1970 und 2018 erhöhte sich die nicht-agrare Nutzungsfläche in Kümbet, dem Zentrum des Plateaus, um 471 % von 5,41 ha im Jahr 1970 auf 15,73 ha im Jahr 2008 und erreichte 2018 25,50 ha. In der benachbarten Bektaş-Hochebene lag die Steigerung bei 183 % von 34,96 ha im Jahr 1970 auf 63,81 ha im Jahr 2018. Eine weitere Dimension der Landnutzungsänderung im Hochland ist die Veränderung des Straßennetzes. Zwischen 1970 und 2018 wuchs das moderne Straßennetz auf der Kümbet-Hochebene um 20,86 km. Je nach Wohnbau und Ausbau des Straßennetzes sind in den agraren Nutzungsflächen der Hochebene deutliche Verluste entstanden: Reduzierung der Weideflächen und Schädigung des Bergökosystems.  Geplant und im Bau ist unter anderem seit 2021 auf dem Koçkaya-Plateau 5 km von Kümbet entfernt ein 350 ha großes Meeting- und Kongresszentrum mit Luxus-Hotel, Bungalow-Blockhäusern, Restaurant, modernen Tagungsräumen, Mehrzweckhalle, Bar, Diskothek, Cafeteria, Türkischem Bad, Sauna und einer Kinderspielabteilung in einer Weise, dass das natürliche Erscheinungsbild des Plateaus nicht gestört wird. Belebt werden soll auch der Wintertourismus. Nach Angaben der Giresuner Union für Tourismus-Infrastrukturservice arbeitet man zwischen 2000 m und 800 m Höhe am Ausbau einer in der Türkei und weltweit einzigartigen 5,5 Kilometer lange Rodelbahn, einem 45-Minuten-Track, der mit dem ersten Schneefall Ende 2021 betriebsbereit sein soll.

## Touristisch interessante Plätze
Im Hinblick auf touristisch besuchenswerte Einrichtungen und Landschaftsteile im Umfeld des Kümbet-Plateaus sind es zum einen vordergründig solche, die der Erholung bzw. der Entspannung dienen, zumeist Waldgebiete, die Erholungs- und ästhetische Ressourcenwerte haben und für öffentliche Picknick- und Campingnutzung geöffnet sind. Zum anderen bieten sich Plätze, die dem interessierten Laien Aufschluss über die geographisch-geologische Situation dieser Region vermitteln können, wobei besonders letztere bisweilen recht spektakulär daherkommen.
Dazu zählen:
Der Wald-Erholungsplatz Salon Çayırı Orman İçi Dinlenme Yeri: Das 5 ha große Areal beim Dorf Kümbet mit einer Nutzungskapazität von 6000 Personen/Tag liegt in reinem Fichtenwald und verfügt über Bungalows, Kaffeehaus, WC, Regenschutzhütten und Kinderspielplatz in der Umgebung und hat eine Unterkunfts-Kapazität von 500 Personen/Tag. Während das Gebiet der täglichen Nutzung und dem Wochenendtourismus dient, ist es traditionell der Standort der Kümbet-Feste. Das gesamte Areal, das über eine komplette Infrastruktur verfügt, ist von einem Gitterdrahtzaun umgeben.
Der Wald-Erholungsplatz Koç Kayası Orman İçi Dinlenme Yeri: Der Platz ebenfalls bei Kümbet liegt mit einer Fläche von 354 ha zwischen reinen Fichtenbeständen und war 2019 noch im Aufbau. Er verfügt über Bungalows, Restaurant, Wirtschaftsgebäude, Arbeiterunterkunft und Kinderspielplatz. Er ist als Picknick- und Tourismusgebiet konzipiert, um nationale und internationale Studierende anzusprechen und wird zwischen Mai und September stark genutzt.
Der Wald-Erholungsplatz Aymaç: Das 42 ha große Gebiet in einer Fichtenwaldung bei Kümbet und Uzundere ist zugleich Ort des internationalen Kümbet-Plateau-Festivals mit einer kompletten Infrastruktur und wird als Tagesausflugsziel für Picknicks genutzt.
Der Naturpark Kuzalan 10 km nordöstlich von Kümbet beim Dorfes Alancık im Kreis Dereli ist seit 2013 einer der vier Naturparks in der Provinz Giresun. Die Topographie rund um den Naturpark ist recht zerklüftet. Er erstreckt sich in einem schluchtigen Waldgebiet im Gebiet des Aksu-Tales auf einer Höhe zwischen 741 und 1874 m, und der Höhenunterschied zwischen dem höchsten und dem tiefsten Punkt im Aksu-Tal beträgt 1133 m. Das Parkgebiet fällt in Richtung Aksu-Tal ab. Die höchsten Gipfel der Region sind der Marazlı Tepe (1700 m), der Otbitmez Tepe (1771 m) sowie Ezeltepe und Evliya Tepe (1729 m). Darüber hinaus bildet der Danaocak Tepesi (1874 m) im Süden, obwohl er nicht innerhalb des Naturparks liegt, den höchsten Punkt. Diese Erhebungen reihen sich im südlichen Teil des Naturparks aneinander, und ein Großteil des Parkgeländes liegt an ihren Nord- und Westhängen. In den nördlichen Teilen des Naturparks beträgt die Hangneigung zwischen 0 und 30 %, während sie in den südlichen Regionen meist zwischen 30 und 50 % liegt. Sein eindrucksvolles Waldökosystem erstreckt sich zwischen 700 m und 1700 m Höhe. Die dominierenden Baumarten sind Kaukasus-Fichte (Picea orientalis) und Orient-Buche (Fagus orientalis). Andere einzelne Baum-Individuen sind Hainbuchen (Carpinus betulus), Ahorn (Acer trautvetteri, Acer platanoides, Acer cappadocicum), Gemeine Haselnuss (Corylus avellana), Wilde Haselnuss (Baum-Hasel, Corylus colurna), Espe (Zitterpappel, Populus tremula), Holunder (Sambucus nigra) sowie Buchsbaum (Buxus sempervirens) und entlang der Gewässer Erlen (Alnus glutinosa barbata), Vogelbeere (Sorbus aucuparia), Nordmannstanne (Abies nordmanniana), Kastanie (Castenea sativa), Bergahorn (Platanus orientalis), Ulme (Ulmus minor) und Weide (Salix alba). Der Park bietet unter anderem vier sehenswerte Wasserfälle, Travertinterrassen, den Mavi Göl Canyon (Blausee-Schlucht), Cehennem Deresi (Höllenbachtal), Soda- und Schwefelwasserquellen, einen monumentalen Baum, und ermöglicht viele Aktivitäten zur Erholung, Trekking, Zeltcamping und Fotosafari.
Von Kümbet aus einen Ausflug wert sind die südlich von Aksu und 20 km westlich von Kümbet aufragenden Karagöl Dağları (auch Giresun Dağları) mit dem Karagöl Tepesi (Karagöl Dağı) als zweithöchstem Gipfel in der Provinz Giresun (unterschiedliche Höhenangaben: 3092 m, 3095 m, 3107 m). Es ist das westlichste Gebirgsmassiv des Nordostanatolischen Randgebirges, das Glazialformen der letzten Vereisungsphase des Pleistozäns aufweist, und erhebt sich auf dem durchschnittlich 2900 m hohen, in WNW - OSO ziehenden Grat zwischen den Flüssen Melet und Aksu. Im Gegensatz zu seiner glatten und flachgeneigten nach Süden exponierten trockeneren Abdachung ist der Nordhang zum Schwarzen Meer hin sehr feucht und deshalb von mehreren im Pleistozän entstandenen Gletscherkaren angefressen. Dort sind bis zu 10 gut ausgebildete Kare zu beobachten, deren Sohlen durchschnittlich zwischen 2600 und 2800 m Höhe liegen. Die Karausgänge sind durch frische Moränenwälle versperrt, deshalb sind einige davon mit kleinen Seen gefüllt. Direkt unterhalb im Nordwesten des Karagöl Tepesi, nahe der Grenze zur Provinz Ordu, liegt der Aygır Gölü, ein Gletschersee mit den Sommeraufenthalten Elmalı, Bozat Taş und İnboynu. In östlicher Richtung befinden sich der Karagöl, der größte See des Berges, und eingebettet im Tal dieses Sees, das in Richtung auf Aksu abfällt, der Bağırsak Gölü mit der Sommersiedlung Eğrikaya Obası direkt unterhalb. Der Camlı Göl liegt am Nordwesthang des 3040 Meter hohen Kırklar Tepesi im östlichsten Teil der Karagöl Dağları, und der Sağrak Göl an seinem Osthang. Im Tal unterhalb gibt es die Sommerlager Kanilağıl, Avşar, Yukarı Belen und Aşağı Belen. Gut ausgebildet ist der glaziale Formenschatz in den Karen Kurugöl I und Camili Göl, deren Böden in 2660 m bzw. 2530 m Höhe liegen und von Moränenmaterial bedeckt sind. Diesen mächtigen Schutt kann man bis auf 2300 m talabwärts verfolgen, wo sich deutliche Endmoränenwälle unterscheiden lassen, wobei sich am östlichen Karausgang der untere Moränenwall auf 2335 m Höhe befindet, der obere in 2450 m Höhe.
Besuchenswert ist auch das etwa 15 km östlich gelegene Dorf Çakrak Köyü, in dessen Umfeld drei regionaltypische alte Bogenbrücken über den Yağlıdere existieren, über deren Bauzeit allerdings nichts bekannt ist, ähnlich wie über die sogenannte „zweite Kirche“ beim gleichen Ort, eine von vier Kirchen, die nach dem Erlass des Wormser Edikts (1521) im Dorf Çakrak erbaut worden sein soll, die eher aber wohl aus dem 19. Jahrhundert stammt.

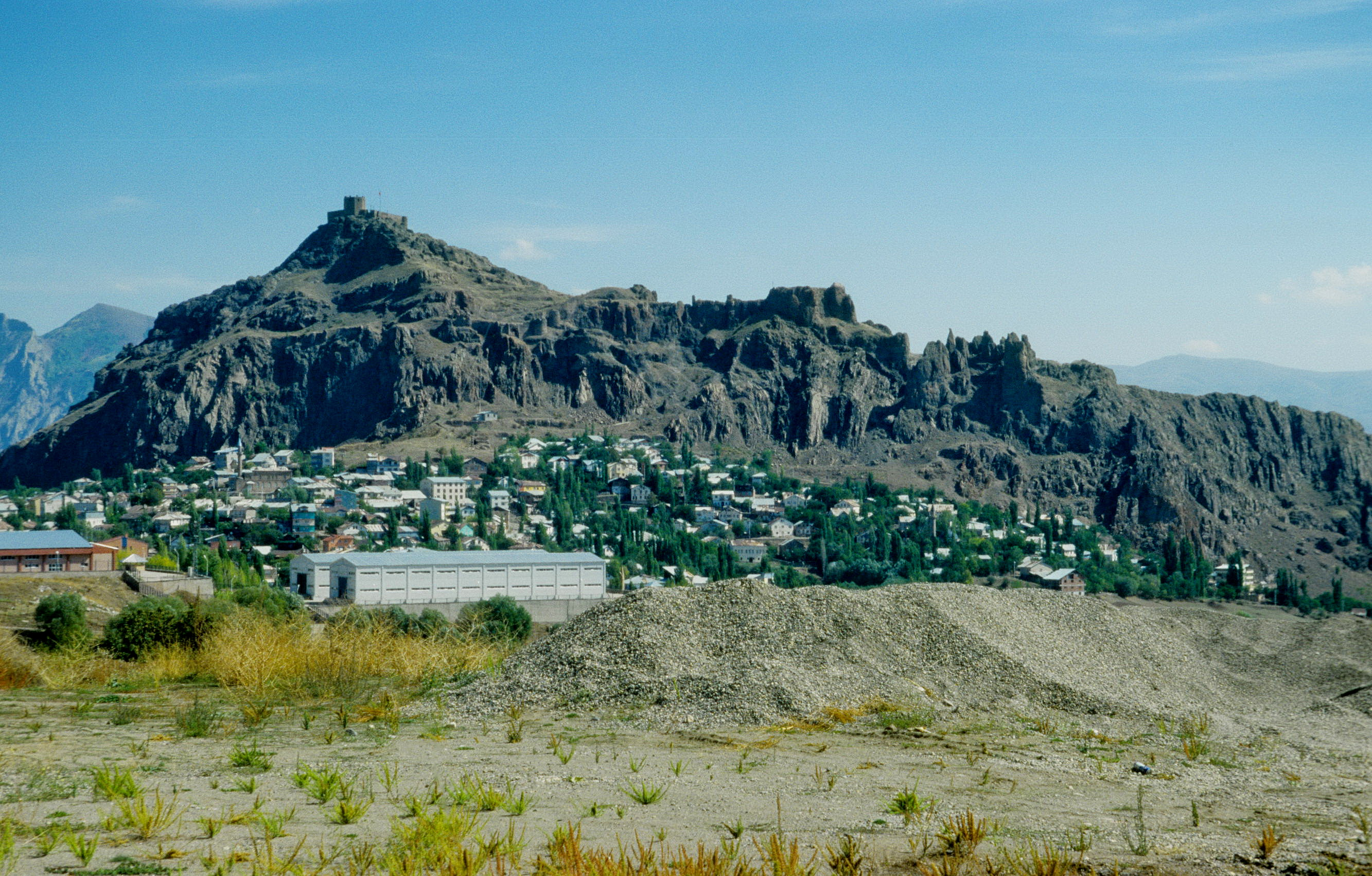
Blick über die Stadt Şebinkarahisar in Nordostanatolien auf die Kulisse des Burgbergs mit der pittoresk gelegenen zweiteiligen Burganlage.

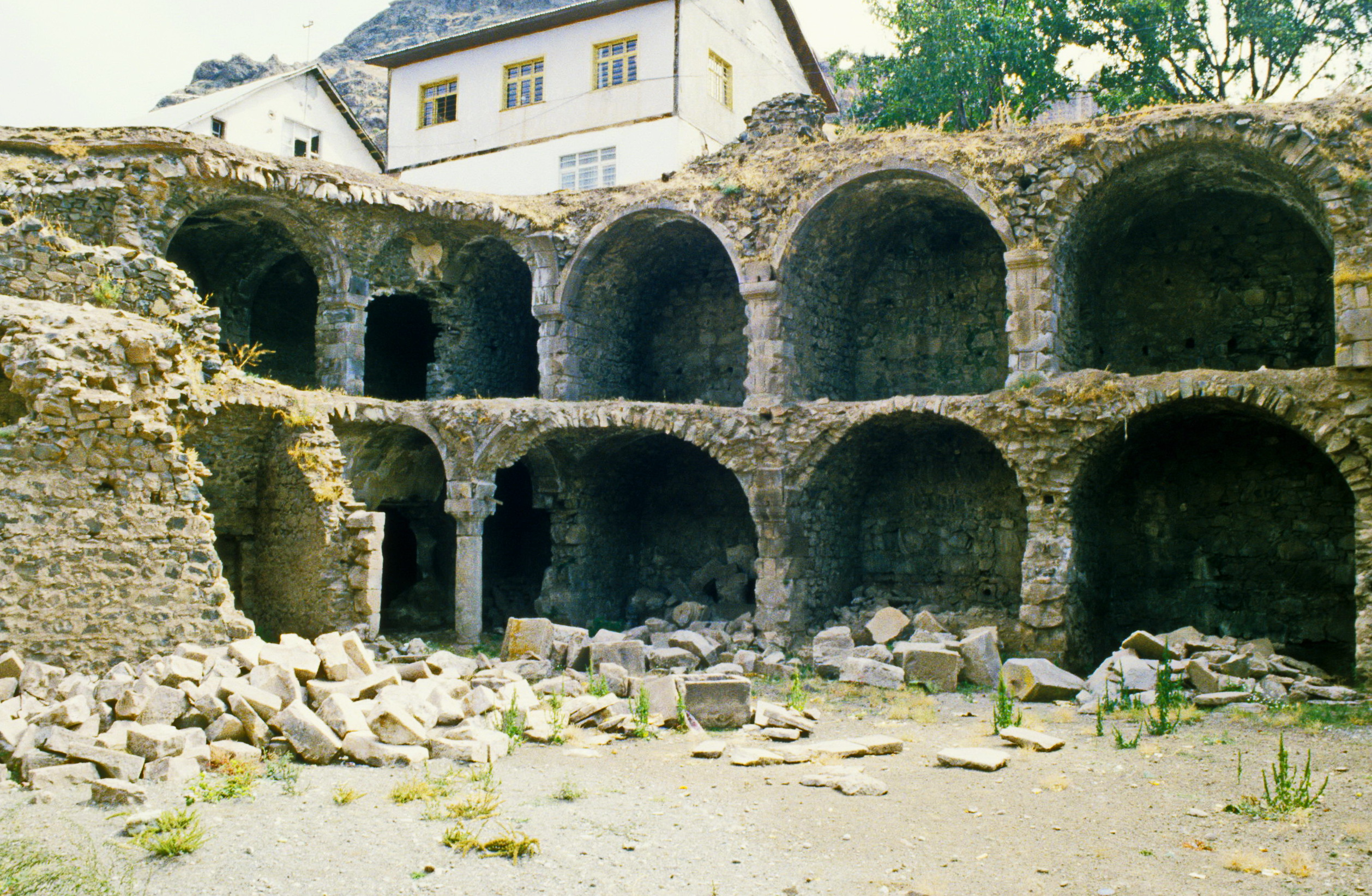
Blick auf den ruinierten Taşhan in Şebinkarahisar, eine zweistöckige überdachte Innenhofanlage in der Art eines Bedesten aus dem 17. Jahrhundert.

Zudem bietet sich ein interessanter Ausflug von Kümbet aus durch die vulkanisch geprägten Ausläufer der Balaban Dağları südwärts zum 30 km entfernten Städtchen Şebinkarahisar mit seiner alten, pittoresk gelegenen zweiteiligen Burganlage (Zitadelle und äußere Burg, älteste Zeugnisse aus vorchristlicher Zeit), der griechisch-orthodoxen Licesi-Kirchenanlage, der Behremşah-Moschee aus dem 12. Jh. und dem Taşhan. Letzterer ist eine Karawanserei aus dem 17. Jahrhundert, eine zweistöckige überdachte Innenhofanlage in der Art eines Bedesten am Weg vom Stadtzentrum (Orta Mahalle) zur Burg, und wurde vom örtlichen Sipahi-Chef Taban Ahmet Ağa gestiftet. Der Bau wurde von 1915 bis 1939 als Gefängnis genutzt, ehe er beim großen Erdbeben von Erzincan schwer beschädigt wurde und weitgehend durch Steinraub verfiel. Überlebt hat vor allem seine Südfassade. Der Bau wird seit 2018 restauriert.